# Ковачевићи (Цазин)
Ковачевићи је насељено место у Босни и Херцеговини у граду Цазину. Административно припада Федерацији Босне и Херцеговине, односно њеном Унско-санском кантону. Према попису становништва из 2013. у насељу је било 905 становника, а већинску популацију чинили су Бошњаци.

## Становништво
По последњем службеном попису становништва из 2013. године у овом насељу живело је 905 становника, а село је било етнички хомогено са већинском бошњачком популацијом.
| Националност | 2013. | 1991.        | 1981.        | 1971.        |
| Бошњаци      | —     | 825 (99,64%) | 790 (98,50%) | 544 (99,45%) |
| Хрвати       | —     | 3 (0,36%)    | 0            | 0            |
| Југословени  | —     | 0            | 12 (1,49%)   | 1 (0,18%)    |
| остали       | —     | 0            | 0            | 2 (0,37%)    |
| Укупно       | 905   | 828          | 802          | 547          |